# Kepler-62e

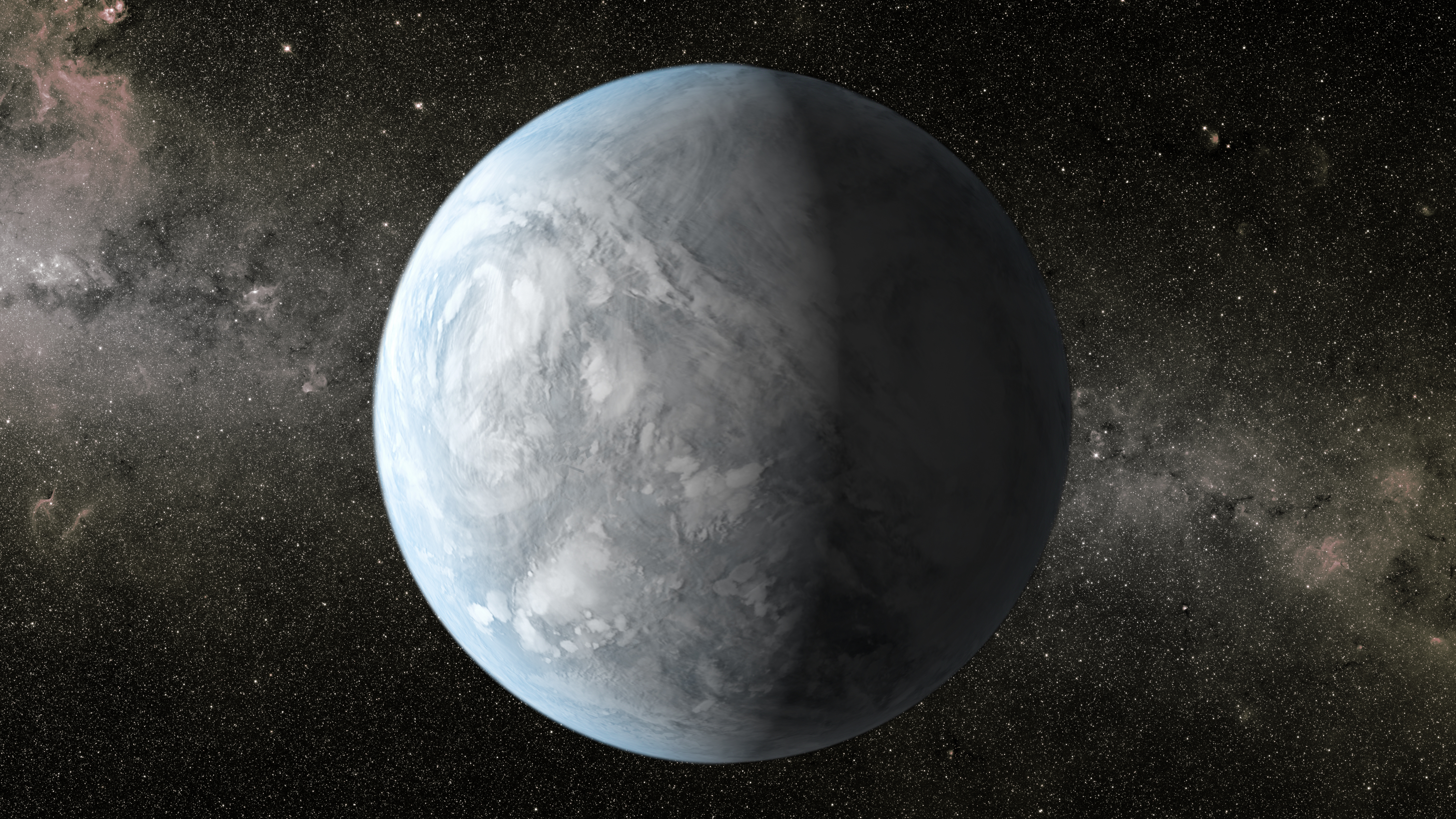
Exoplaneta Kepler 62 e

Kepler-62e je exoplaneta v souhvězdí Lyry. Obíhá v systému Kepler-62 spolu se čtyřmi dalšími planetami: Kepler-62f, Kepler-62d, Kepler-62c a Kepler-62b. Tato exoplaneta je potenciálně obyvatelná a na indexu ESI má číslo 0,83. Obíhá na kraji obyvatelné zóny. Kolem své hvězdy oběhne za 122 dní. Velikostně je zhruba o 60 % větší než Země. Planeta byla objevena Keplerovým dalekohledem roku 2013.